# Batalla de Tampico (1863)
Esta Batalla de Tampico tuvo lugar el 19 de enero de 1863 en el puerto de Tampico en el estado de Tamaulipas, México, entre elementos del ejército mexicano de la república, al mando del Gral. Juan José de la Garza y Desiderio Pavón en contra de tropas francesas comandadas por el Almirante Edmond Jurien de la Gravière, durante la Segunda Intervención Francesa en México.

## Antecedentes
El Comandante en jefe del Ejército Francés en México, el general François Achille Bazaine, envió brigadas de soldados al Sur de Veracruz con el objetivo de continuar con el avance francés hacia la Ciudad de México, a la vez que rechazar a las fuerzas republicanas que los hostilizaban a lo largo del camino a Orizaba, en este contexto se tiene que el sistema de espionaje franco-mexicano descubrió que los republicanos eran abastecidos de armamento norteamericano introducido  por el puerto de Tampico.

Dentro de este contexto de invasión se tiene que casi la mayor parte de los comerciantes extranjeros, y muchos de los mexicanos que veían con buenos ojos el que se estableciese un gobierno imperial, todos ellos estaban a favor de la invasión y presencia de los franceses, alegando que los oficiales del ejército republicano les habían estado exigiendo contribuciones forzadas en dinero y en mercancías, y su bien dichos oficiales les entregaban recibos de lo que recibían, los comerciantes afirmaban que no creían que el Gobierno de Benito Juárez les llegase a pagar sus pérdidas, pérdidas que los estabn llevando a la bancarrota, así que los comerciantes se presentaron ante los oficiales franceses para solicitarles su protección.

Ante lo anterior los franceses consideraron que debía de evitarse que los republicanos se armaran y pertrecharan, si lo evitaban entonces obviamente podrían contener sus ataques, por lo que llegaron a diversos acuerdos con los comerciantes extranjeros y mexicanos, quienes ofrecieron darles vituallas, pertrechos y a regalarles mil mulas para servicio de las tropas franco-mexicanas, si ocupaban el puerto el puerto de Tampico. 
Para lograr esto, el general Federico Forey ordenó que se realizase una operación o ataque de Tampico, la que estaría dirigida por el almirante Edmond Jurien de La Gravière. Con este propósito, partió de Veracruz una flota de diez barcos, desembarcando en Tampico el 22 de noviembre de 1862. Al día siguiente fue consumada la ocupación del puerto.

El general Desiderio Pavón, comandante militar mexicano de Tampico, se retiró con los pocos soldados de que disponía, en su retirada se pondría en contacto con General Juan José de la Garza, quien había recibido el mensaje de Pavón solicitándole auxilios para llevar un contraataque contra los franceses, así que se planearía una estrategia, la que incluyó hostigamientos mediante ataques de guerrillas contra los franceses, mientras les enviaban tropas de refuerzos procedentes de Monterrey, Saltillo y Matamoros... este operativo desconcertó a los franceses, ya que eran hostilizados en forma sorpresiva, y apenas se aprestaban a responder ya los republicanos se retiraban, no sin haberles causado algunos soldados muertos o robo de vituallas, armas, mulas y caballos

## Batalla
A principios de 1863 todo indicaba que Napoleón III había logrado su objetivo, destituir a Juárez y poner una monarquía en México. Sin embargo, los soldados franceses habían recibido una orden del general Federico Forey para reconcentrarse en el puerto de Veracruz, por lo que comenzaron a reembarcarse el 19 de enero de 1863. Al observar aquel movimiento, el general de la Garza ordenó comenzar una batalla formal en contra de los invasores, a lo que una de las embarcaciones francesas fue alcanzada por la artillería mexicana, capturándose muchos soldados y marineros franceses.

## Conclusiones
Esta batalla fue una victoria mexicana, ya que los franceses perdieron hombres, una embarcación y una parte del cargamento por el cual habían llegado.  
- Datos: Q5723019